# Hagen-Haus

Hagen-Haus in Nendeln, Ansicht aus Süd-Ost

Das Hagen-Haus ist eine im liechtensteinischen Ort Nendeln gelegene Hofstätte samt Stallgebäude, Waschhaus, Schützenhäuschen und einem 2024 zugebauten modernen Hofhaus. Der klassizistische Gebäudekomplex stammt im Kern aus dem 19. Jahrhundert und ist später durch weitere Gebäudeteile erweitert worden. Der Gebäudekomplex steht seit 1988 unter Denkmalschutz und gilt als die wohl am besten erhaltene Hofanlage in Liechtenstein aus der ersten Hälfte des 19. Jahrhunderts.

## Lage
Das Hagen-Haus steht an der Feldkircherstrasse 18 in Nendeln und somit direkt an der historischen Poststrecke Lindau - Mailand. Der Gebäudekomplex besteht aus einem Doppelwohnhaus im Süden und einem Stallgebäude im Norden entlang der Hauptstrasse sowie in zweiter Reihe, hangseitig, von Süden her aus einem Waschhaus, einem modernen Funktionsgebäude aus dem Jahr 2024 und einem Schützenhäuschen. Nordöstlich des Gebäudekomplexes schliesst ein Weinberg an.

## Architektur

### Doppelwohnhaus
Das klassizistisch gestaltete Doppelwohnhaus wurde 1837 erbaut und ist streng symmetrisch gegliedert, dreigeschossig und besitzt zwei Tonnengewölbekeller. Türen und Fenster sind in Sandstein ausgeführt, das Gebäude mit einem weissen Kalkputz verputzt. Das Haus wird von einem Vollwalmdach abgeschlossen. Die Wände der Wohnräume sind aufwändig bemalt, die Räume enthalten zwei historische Kachelöfen.

### Stallscheune
Die Stallscheune ist wie das Wohnhaus 1837 exakt symmetrisch erbaut worden und wird von einem Halbwalmdach überdeckt. Es enthält im Erdgeschoss einen aus Bruchstein errichteten Kuh- und Pferdestall darüber liegt eine holzgedeckte Futtertenne.

### Waschhaus
Das Waschhaus ist eingeschossig und in derselben Art wie das Wohnhaus errichtet und trägt einen Kalkputz. Als Boden sind Sandsteinplatten verlegt.

### Schützenhäuschen
Das freistehende Schützenhäuschen in leerer Fachwerkbauweise errichtet und aussen mit Brettern verkleidet. Es hat nach aussen aufklappbare Läden und ist Zeugnis einer einschlägigen Vereinstätigkeit. Das Gebäude wurde vermutlich Ende des 19. bzw. Anfang des 20. Jahrhunderts errichtet.

### Hofhaus
Das Hofhaus ist eingeschossig und liegt hangseits hinter dem Wohnhaus. Es wurde 2024 errichtet und enthält ein Foyer sowie alle modernen Technikteile wie Heizung, Lüftung und Tonstudio.

## Geschichte

### Entstehungsgeschichte
Das Hagen-Haus wurde 1837 gleich nach dem Ende des Bauverbotes in Liechtenstein durch den Vaduzer Architekten Joseph Anton Seger errichtet. Seger erbaute weitere, klassizistische Häuser in Schaan (Seger-Haus), Vaduz (Gubser-Haus) und Triesen (Theodor Banzer-Haus). Es sind die ersten Beispiele für eine in Liechtenstein damals neue Architekturrichtung. Bauherren waren Josef Alois Schlegel und Dominick Öhri.

### Nutzung
Das Haus wurde als kombiniertes Wohn- und Geschäftshaus mit angeschlossenen landwirtschaftlichen Wirtschaftsgebäuden von zwei Familien genutzt. Es enthielt ab 1864 die erste k.u.k. Poststation im Liechtensteiner Unterland. Als Posthalter fungierte der Bauherr Josef Alois Schlegel selbst. Die Poststation bestand bis 1912. Eugenia, eine Grossenkelin Schlegels, heiratete 1891 den Lehrer Fidel Hagen, wodurch die Hofstätte zu ihrem heutigen Namen kam. Das Haus wurde weiterhin im Erdgeschoss als Geschäftslokal genutzt. So u. a. von einem Schuster und einem Schneider. 1985 kam das Haus in den Besitz der Erbengemeinschaft Hörndlinger. Seit Ende der 1980er Jahre war das Haus, bis in jüngste Zeit, unbewohnt und verfiel zusehends.

### Umnutzung und Erweiterung
Im Jahre 2020 fand der Spatenstich für die Revitalisierung des Hagenhauses statt. Das Projekt wurde auf private Initiative des Vereines Pro S' Hagen Huus z'Nendla und der Stiftung Pro Hagen Haus mit weitgehend privaten Mitteln umgesetzt. Das Wohnhaus wird weiterhin als solches genutzt, das Stallgebäude wurde in einen nach Peter Kaiser benannten Konzertsaal umgebaut. Das Waschhaus dient neu als Wohnraum, das Schützenhäuschen als Veranstaltungsraum. Ein modernes Hofhaus wurde zwischen den Bestandsgebäuden dazugebaut und enthält die moderne Haustechnik. Nutzer ist seit August 2024 die Musikakademie in Liechtenstein.

### Verschiedenes
Das Hagen-Haus ist Motiv mehrerer liechtensteinischer Briefmarken.